# Ricardo Alves Pereira
Ricardo Alves Pereira (født 8. august 1988) er en brasiliansk fodboldspiller.